# Dansk Melodi Grand Prix 2023
Der 53. Dansk Melodi Grand Prix fand am 11. Februar 2023 in der Arena Næstved in Næstved statt. Er war der dänische Vorentscheid für den Eurovision Song Contest 2023 in Liverpool (Vereinigtes Königreich). Es gewann Reiley mit dem Lied Breaking My Heart.

## Format

### Konzept
Am 26. August 2022 bestätigte Danmarks Radio (DR), dass man am Eurovision Song Contest 2023 teilnehmen werde und der Dansk Melodi Grand Prix erneut als Vorentscheid genutzt werde. Das Format wurde aus dem Vorjahr übernommen. Es traten acht Beiträge an. Aus diesen wurden in der ersten Runde drei für das „Superfinale“ ausgewählt. Der Sieger des „Superfinale“ wird Dänemark beim Eurovision Song Contest vertreten.

### Beitragswahl
Zwischen dem 8. September und dem 28. Oktober 2022 war es interessierten Künstlern möglich, potenzielle Beiträge via der offiziellen Website des DR einzureichen. Voraussetzung war, dass mindestens einer der Beteiligten dänischer Staatsbürger ist oder eine enge Verbindung zu Dänemark hat. Auch Teilnehmer von den Färöern oder Grönland waren eingeladen, sich zu bewerben. Zudem stellte DR neben den eingereichten Beiträgen auch selbst Beiträge aus der dänischen Musikszene zusammen. Aus diesen Beiträgen wählte eine professionelle Jury die acht Finalisten aus.

### Moderation
Am 11. November 2022 wurde bekanntgegeben, dass Tina Müller und Heino Hansen den Wettbewerb moderieren werden. Tina Müller moderierte bereits die Veranstaltungen 2021 und 2022.

## Teilnehmer
Die Teilnehmer wurden am 19. Januar 2023 vorgestellt. Am 23. Januar wurde bekannt, dass Reiley seinen Beitrag Breaking My Heart bereits im Oktober 2022 bei einem Auftritt in Seoul vorgetragen hatte. Dies stellt zwar keinen Verstoß gegen die Regularien des Eurovision Song Contest, wohl aber des Dansk Melodi Grand Prix. Jedoch bestätigte DR noch am selben Tag, dass das Lied weiterhin an der Vorentscheidung teilnehmen werde.

## Finale
Das Finale fand am 11. Februar 2023 in der Arena Næstved statt. Zum ersten Mal fand hier der Dansk Melodi Grand Prix statt. Die drei besten Interpreten aus einem reinen Televoting qualifizierten sich für das Superfinale.
| Platz | Startnr. | Interpret             | Lied Musik (M) und Text (T)                                                                           | Sprache  | Übersetzung (inoffiziell) |
| ----- | -------- | --------------------- | --- | -------- | ------------------------- |
| 1.–3. | 3        | Micky Skeel           | Glansbillede M/T: Micky Skeel Hansen, Martin Bjelke                                                   | Dänisch  | Glanzbild                 |
| 1.–3. | 5        | Nicklas Sonne         | Freedom M/T: Nicklas Sonne                                                                            | Englisch | Freiheit                  |
| 1.–3. | 8        | Reiley                | Breaking My Heart M/T: Sivert Hjeltnes Hagtvet, Hilda Stenmalm, Bård Mathias Bonsaksen, Rani Petersen | Englisch | Mein Herz bricht          |
| 4.–8. | 1        | Frederik Leopold      | Stuck on You M/T: Lasse Lindorff, Frederik Jyll                                                       | Englisch | Ich hänge an dir          |
| 4.–8. | 2        | Eyjaa                 | I Was Gonna Marry Him M/T: Rasmus Olsen, Thomas Buttenschøn, Maria Broberg                            | Englisch | Ich wollte ihn heiraten   |
| 4.–8. | 4        | Maia Maia             | Beautiful Bullshit M/T: Joy Deb, Maja Barløse, Niclas Lundin                                          | Englisch | Wunderschöner Quatsch     |
| 4.–8. | 6        | Mariyah Leberg        | Human M/T: Chief 1, Moon Mariyah Ellise Traasdahl, Nermin Harambasic                                  | Englisch | Mensch                    |
| 4.–8. | 7        | Søren Torpegaard Lund | Lige Her M: Tim Schou, Steven McClintock; T: Tim Schou, Martin Palme Skriver, Lasse Storm Olsen       | Dänisch  | Genau hier                |

 Kandidat hat sich für das Superfinale qualifiziert.

### Televoting
Folgende Interpreten befanden sich in der jeweiligen Region in den Top 3.
| Startnr. | Interpret            | Lied                  | SMS | Nordjylland, Färöer und Grönland | Midtjylland | Syddanmark | Sjælland | Kopenhagen und Bornholm |
| -------- | -------------------- | --------------------- | --- | -------------------------------- | ----------- | ---------- | -------- | ----------------------- |
| 1        | Frederick Leopold    | Stuck on You          |     |                                  |             |            |          |                         |
| 2        | Eyjaa                | I Was Gonna Marry Him |     |                                  |             |            |          |                         |
| 3        | Micky Skeel          | Glansbillede          |     | ●                                | ●           | ●          | ●        | ●                       |
| 4        | Maia Maia            | Beautiful Bullshit    | ●   |                                  |             |            |          |                         |
| 5        | Nicklas Sonne        | Freedom               |     | ●                                | ●           | ●          | ●        | ●                       |
| 6        | Mariyah Leberg       | Human                 | ●   |                                  |             |            |          |                         |
| 7        | Søren Torpgaard Lund | Lige Her              |     |                                  |             |            |          |                         |
| 8        | Reiley               | Breaking My Heart     | ●   | ●                                | ●           | ●          | ●        | ●                       |

## Superfinale
Im Superfinale wurden die Kandidaten zu 50 % von einer Jury und zu 50 % vom Televoting bewertet.
| Platz | Startnr. | Interpret     | Lied Musik (M) und Text (T)                                                                           | Sprache  | Übersetzung (inoffiziell) | Juryvoting | Televoting | Gesamt |
| ----- | -------- | ------------- | --- | -------- | ------------------------- | ---------- | ---------- | ------ |
| 1.    | 3        | Reiley        | Breaking My Heart M/T: Sivert Hjeltnes Hagtvet, Hilda Stenmalm, Bård Mathias Bonsaksen, Rani Petersen | Englisch | Mein Herz bricht          | 28 %       | 15 %       | 43 %   |
| 2.    | 2        | Nicklas Sonne | Freedom M/T: Nicklas Sonne                                                                            | Englisch | Freiheit                  | 14 %       | 20 %       | 34 %   |
| 3.    | 1        | Micky Skeel   | Glansbillede M/T: Micky Skeel Hansen, Martin Bjelke                                                   | Dänisch  | Glanzbild                 | 8 %        | 15 %       | 23 %   |